# Francouzská akademie

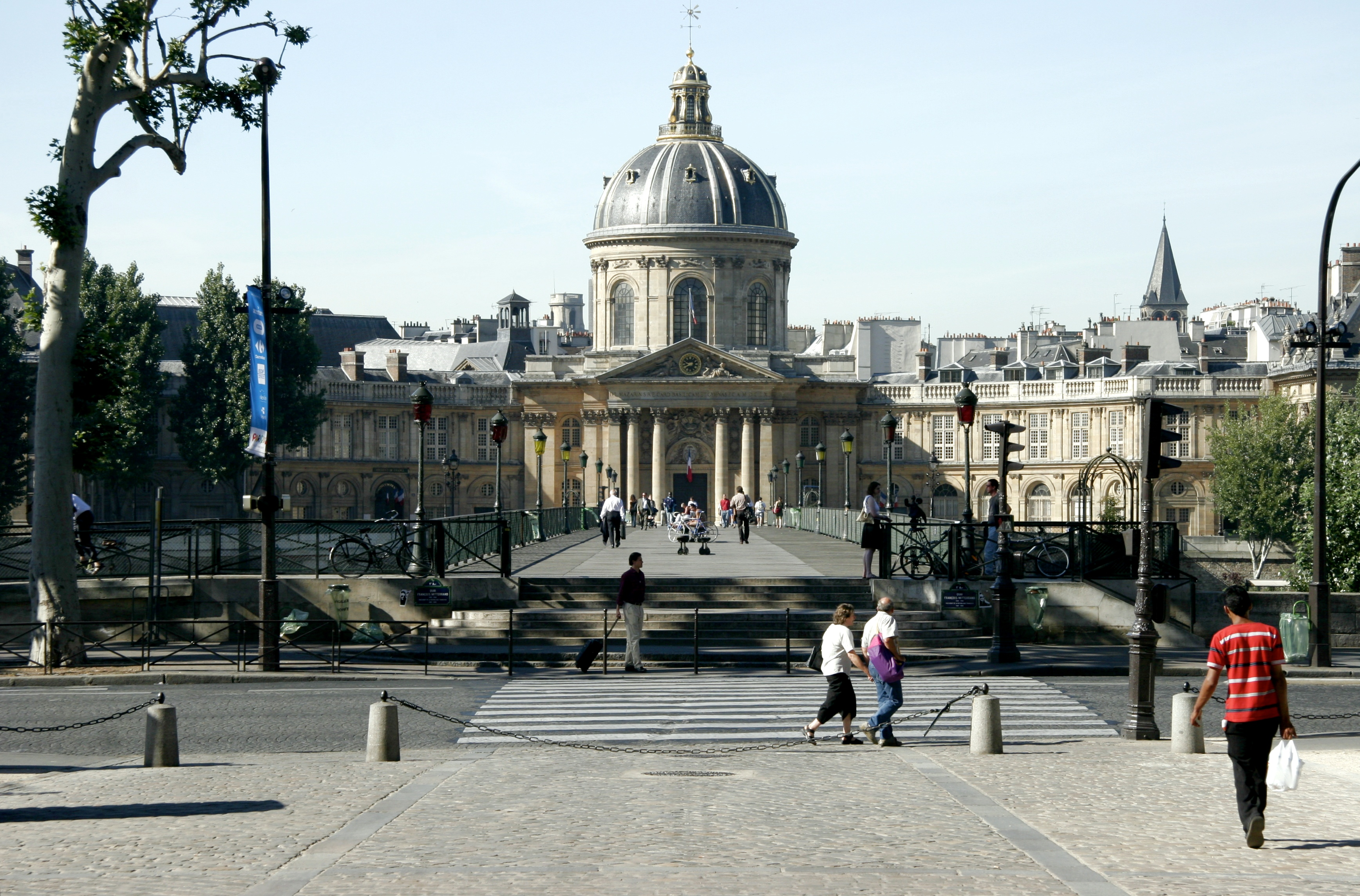
Francouzská akademie

Francouzská akademie (Académie française) byla založena v roce 1635 kardinálem Richelieu s cílem dohlížet na čistotu francouzského jazyka. Ten se také prohlásil za prvního ochránce Akademie. Po jeho smrti jej nahradil kancléř Séguier, poté Ludvík XIV. Tuto funkci pak následně přebírali králové a dnes ji má na starosti francouzský prezident.
Členové Akademie se nejprve scházeli v soukromých bytech svých členů, od roku 1639 u kancléře Séguiera a od roku 1672 v Louvru. V roce 1805 se sídlem instituce stala budova bývalého Gymnázia čtyř národů (Collège des Quatre-Nations) na protějším břehu Seiny, a je jím až dodnes.

## Role Akademie
Akademie má dvě role:
- dohlížet na francouzský jazyk a
- pod svou záštitou šířit po světě francouzštinu jako součást frankofonie.

Součástí kulturní mise Francouzské akademie je nejen udělovat ceny za literaturu a přidělovat dotace potřebným literárním nebo lingvistickým společnostem, ale také poskytovat granty studentům a zájemcům o studium jazyka v zahraničí.

## Slovník
První slovník Akademie (Dictionnaire de l'Académie française) byl dokončen v roce 1694. Požadavek na něj od kardinála Richelieu obdržel François Vaugelas. Vydání obsahuje 18 000 hesel, která jsou řazena v abecední posloupnosti. Každé heslo je doplněno definicí, příklady použití z literatury a odvozeninami.
Další edice pak vycházely v letech 1718, 1740, 1762, 1798, 1835, 1878, 1932–1935 a 1992 (současná devátá edice).

## Nesmrtelní
Akademii tvoří 40 členů, kteří jsou voleni doživotně. Jejich název nesmrtelní ('les immortels') je odvozen z motta À l'immortalité (Na nesmrtelnost) uvedeného na pečeti kardinála Richelieu, kterou je zakládací listina Akademie opatřena. Do současné doby se členů vystřídalo více než 700.
Spolek sdružuje básníky, romanopisce, divadelníky, filozofy, lékaře, vědce, etnology, kritiky umění, vojáky, státníky a členy církve tak, aby byla pokryta rozmanitost jazyka.
Na svá setkání si členové vždy oblékají zelený oblek (habit vert) s typickými olivovými výšivkami na klopě a meč. Vyhlášení, podepsané Bonapartem, pochází z období Konzulátu.